# Lista de episódios de Rosario + Vampire
Rosario + Vampire é uma série de anime adaptada do mangá do mesmo título criado por Akihisa Ikeda. A história gira em torno de Tsukune Aono, um garoto com notas baixas que se matricula acidentalmente na Yokai Academy, uma escola especial habitada por monstros e demónios onde os seres humanos não são permitidos. Lá, ele encontra a vampira Moka Akashiya que é atraída pelo doce sabor do seu sangue. Durante a tentativa de esconder a sua identidade humana, ele conhece outras meninas que tomam um interesse romântico nele. O anime é vagamente baseado nos primeiros dezanove capítulos do mangá, e centra-se mais no aspecto e na comédia romântica do "monstro da semana" um tema que foi anteriormente apresentado em programas tokusatsu, em algumas raras ocasiões de quebrar a quarta parede. A segunda temporada é baseada no mangá Rosario + Vampire: Season II, focando no Tsukune, nas garotas e o segundo ano na Yokai Academy com novos personagens a partir da segunda serialização, somente no anime, como acontece na primeira temporada. A série se tornou notória por seu uso excessivo de fanservice, principalmente em calcinhas curtas, que resultou na segunda temporada sendo censurada em dois canais, irritando muitos fãs do mangá original.
As duas temporadas compostas por treze episódios cada, foram produzidas pelo estúdio de animação Gonzo sob a direção de Takayuki Inagaki. A primeira temporada, Rosario + Vampire, estreou nos canais Tokyo MX, Chiba TV, e TV Kanagawa entre 3 de janeiro até 27 de março de 2008. Seis volumes de compilação em DVD foram lançados entre 25 de abril até 26 de setembro de 2008, e o box de DVD/Blu-ray foi lançado dia 29 de janeiro de 2010. A segunda temporada, Rosario + Vampire Capu2, que também teve 13 episódios estreou na TV Osaka entre 1 de outubro até 24 de dezembro de 2008, com vários outros canais que começaram entre 2 de outubro até 30 de dezembro de 2008. Seis volumes de DVD foram lançados entre 21 de dezembro de 2008 e 22 de maio de 2009, e o box de DVD/Blu-ray foi lançado dia 19 de março de 2010.
O anime teve 2 aberturas e 2 encerramentos. A abertura da primeira temporada é "Cosmic Love", e o encerramento é "Dancing in the Velvet Moon". A abertura da segunda é "DISCOTHEQUE" e o encerramento "Trinity Cross". Todos cantados por Nana Mizuki, a dubladora da Moka Akashiya no anime.

## Episódios
| 1ª Temporada |                          |                                         |
| #            | Título Original          | Português                               |
| 01           | 新生活とバンパイア       | "Nova Vida + Vampira"                   |
| 02           | サキュバスとバンパイア   | "Succubus + Vampira"                    |
| 03           | 魔女とヴァンパイア       | "Bruxinha + Vampira"                    |
| 04           | さよならとバンパイア     | "Adeus + Vampira"                       |
| 05           | 水着とバンパイア         | "Roupa de Banho + Vampira"              |
| 06           | 公式クラブとバンパイア   | "Clube do Jornal + Vampira"             |
| 07           | 女性は、雪とヴァンパイア | "Mulher das Neves + Vampira"            |
| 08           | 数学とバンパイア         | "Matemática + Vampira"                  |
| 09           | 夏休みとバンパイア       | "Férias de Verão + Vampira"             |
| 10           | ひまわりとバンパイア     | "Girassol + Vampira"                    |
| 11           | 新学期とバンパイア       | "Novo Semestre + Vampira"               |
| 12           | 公安委員会とバンパイア   | "Comitê de Segurança Pública + Vampira" |
| 13           | つくねとバンパイア       | "Tsukune + Vampira"                     |

| 2ª Temporada |                                |                               |
| #            | Título Original                | Português                     |
| 01           | 再会とバンパイア               | "Reunião + Vampira"           |
| 02           | 妹とバンパイア                 | "Irmã + Vampira"              |
| 03           | 母と娘とバンパイア             | "Mãe e Filha + Vampira"       |
| 04           | 健康診断とバンパイア           | "Exame Médico + Vampira"      |
| 05           | カレーとバンパイア             | "Curry + Vampira"             |
| 06           | フィールドトリップとバンパイア | "Viagem de Campo + Vampira"   |
| 07           | バスルームとバンパイア         | "Banheiro + Vampira"          |
| 08           | 青年とバンパイア               | "Juventude + Vampira"         |
| 09           | スキーとバンパイア             | "Esqui + Vampira"             |
| 10           | 美少年とバンパイア             | "Bishonen + Vampira"          |
| 11           | ミラーリリスとバンパイア       | "Espelho de Lilith + Vampira" |
| 12           | ラベルとバンパイア             | "Selo + Vampira"              |
| 13           | ロザリオと家族とバンパイア     | "Rosario + Família + Vampira" |